# Ђуро Шушњић
Ђуро Шушњић (Рудопоље, 2. мај 1934) је филозоф и социолог, рођен у Рудопољу, Лика. Докторирао је на Катедри за социологију, Филозофског факултета у Београду, 1965. године.

## Биографија и школовање
Рођен је 2. маја 1934. године у Рудопољу (Лика). Гимназију је завршио у Винковцима, а Филозофски факултет у Загребу 1959. године. Докторирао је на катедри за социологију Филозофског факултета у Београду 1965. године.
Радио је на Институту друштвених наука, као професор Универзитета у Београду, Нишу , Новом Саду, Задру и Загребу. Школску годину 1965/66. провео је у САД-у као стипендиста Фордове донације(углавном на Колумбија универзитету у Њујорку). Предавао је Увод у методологију друштвених наука и социологију идеја и веровања.

## Књижевна дела и достигнућа
Од многобројних одабраних дела (у издању „Чигоја Штампе“) издвајају се следећи наслови: Рибари људских душа (6 издања), Отпори критичком мишљењу (3 издања), Методологија-критика науке (3 издања), Религија 1, 2, Драма разумевања, Жетва значења и Сократ-живот за истину.
Поред девет књига, објавио је и у домаћим и у страним часописима више од 100 чланака, огледа, осврта, приказа, хроника, полемика и интервјуа (за неке радове добио је прве и специјалне награде на анонимним конкурсима). Радови су преведени на више страних језика, а неким књигама посвећени су тематски бројеви часописа „Гледишта“ и „Српска политичка мисао“, где су о њему писали угледни академици и професори универзитета.
Учествовао је на бројним домаћим и међународним скуповима, одржао је низ предавања на јавним трибинама(добитник је Повеље за предавачку делатност на Коларчевом народном унивезитету у Београду), а веома често предавао на постдипломским студијама у Загребу, Новом Саду, Београду, Никшићу и Подгорици.

## Дела
- Рибари људских душа
- Отпори критичком мишљењу
- Дијалог и толеранција
- Религија 1, 2
- Методологија - критика науке
- Драма разумевања